# لجنة التحقيق

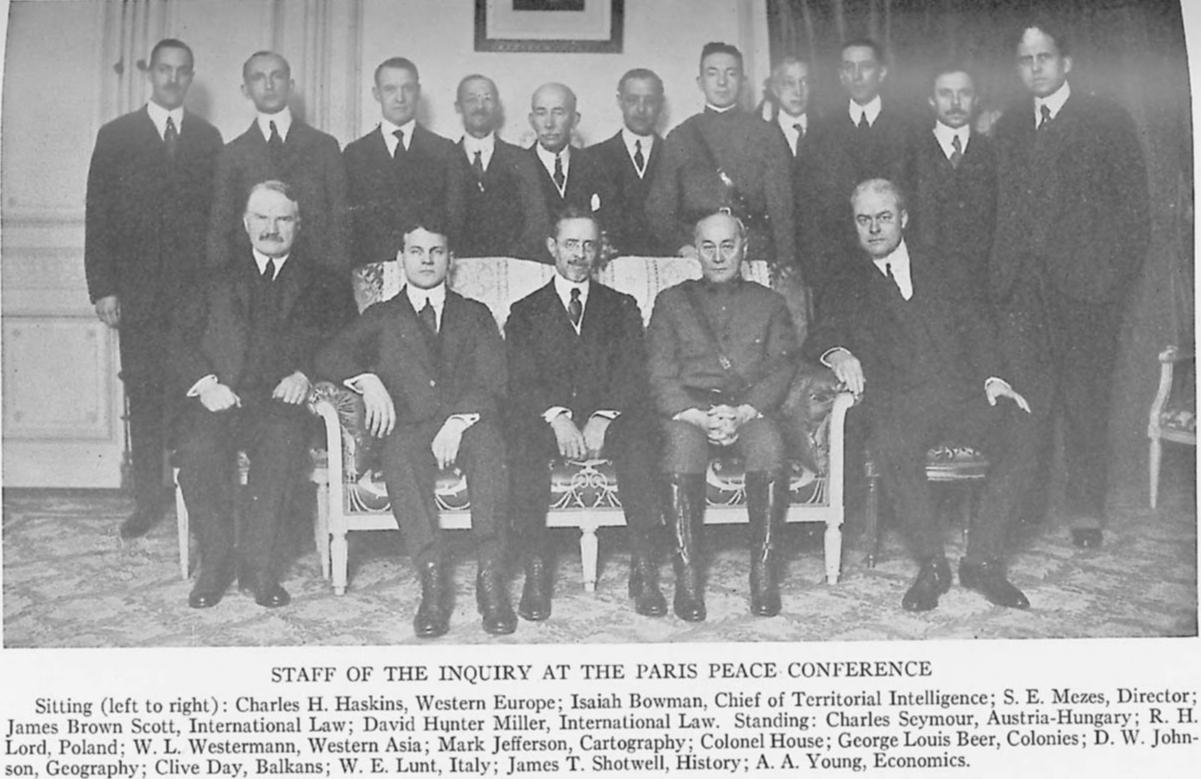

كانت لجنة التحقيق (بالإنجليزية: The Inquiry)‏ هي عبارةً عن مجموعةٍ دراسية تأّسست في أيلول 1917م، من قبل وودرو ويلسون لإعداد مواد لمفاوضات السلام في أعقاب الحرب العالميّة الأولى. وكانت المجموعة مؤلفة من 150 أكاديميّ، برئاسة المستشار الرئاسي إدوارد هاوس، ويشرف عليها الفيلسوف سيدني ميزز. كان رئيس البحوث والتر ليبمان، الذي تم استبداله لاحقاً بآيسايا بومان. اجتمعت المجموعة لأول مرة في مكتبة نيويورك العامة، ولكنها اجتمعت في وقت لاحق ضمن مكاتب الجمعيّة الجغرافيّة الأمريكيّة في نيويورك، بعد انضمام بومان للمجموعة.
انضم 21 عضواً من أعضاء لجنة التحقيق –الذين اندمجوا فيما بعد في اللجنة الأمريكيّة الكبرى للتفاوض على السلم- إلى مؤتمر باريس للسلام في كانون الثاني 1919م.
شملت المجموعة أيضاً أكاديميّين مثل بول مونرو، أستاذ التاريخ بجامعة كولومبيا، وهو عضو رئيسي في قسم الأبحاث الذي اعتمد على خبرته في الفلبين من أجل تقييم الاحتياجات التعليميّة للمناطق النامية مثل ألبانيا وتركيّا وأفريقيا الوسطى. بالإضافة إلى فرانك غولدر، أستاذ التاريخ في جامعة ولاية واشنطن، والذي كان متخصّصاً في التاريخ الدبلوماسيّ لروسيا، وكتب مقالاتٍ عن أوكرانيا وليتوانيا وبولندا وروسيا.

## التوصيات
قدمت لجنة التحقيق العديد من التوصيات للدول التي قامت بمناقشة وضعها. وعلى وجه التحديد، ناقشت هذه التوصيات الحدود المثاليّة لمختلف البلدان، بالإضافة إلى العديد من الأشياء الأخرى التي تم اعتبارها ضروريّةً من أجل تحقيق سلامٍ داخليّ خالٍ من التوتّرات.

### فرنسا وبلجيكا ولوكسمبروج والدنمارك
أوصت اللجنة بأن يتم إرجاع الألزاس إلى فرنسا، بالإضافة إلى إرجاع أجزاء سارلاند التي كانت تسيطر فرنسا عليها قبل عام 1815م، بالإضافة إلى أن تصبح راينلاند منطقة منزوعة السلاح. فيما يتعلق ببلجيكا، أوصي بإلغاء وضع بلجيكا المحايد، وسمح لها بضم بعض الأراضي في منطقتي ماستريخت ومالميدي لأسبابٍ استراتيجيّةٍ (في حالة ماستريخت)، ولأسبابٍ عرقيّةٍ (في حالة مالميدي). أما بالنسبة للوكسمبروج فقد أوصي أن يتم ضمها إلى بلجيكا أو استعادة استقلاليتها. في هذه الأثناء، ينبغي إجراء استفتاء في شمال شيلسفيغ، ويجب نقل هذه المنطقة من ألمانيا إلى الدنمارك إذا كان هذا هو ما يفضّله سكان هذه المنطقة.

### روسيا بولندا والإمبراطورية الروسية السابقة
أشارت اللجنة، إلى أنّه إذا كان من الممكن أن تصبح روسيا دولةً فيدراليّةً وديمقراطيّةً حقيقيّةً، فيجب تشجيع دول البلطيق وأوكرانيا على إعادة التوحد مع روسيا، بسبب اعتقادهم بأن هذا من شأنه أن يخدم المصالح الاقتصاديّة لكل المعنيين. في هذه الأثناء، إذا حافظ البلاشفة على سيطرتهم على روسيا، اقترحت اللجنة أن يتم الاعتراف باستقلال دول البلطيق وأوكرانيا بشرط أن يتم إجراء استفتاء حول إعادة التوحد مع روسيا في هذه المناطق، في وقتٍ أفضل في المستقبل .
أما بالنسبة لحدود أوكرانيا ولاتفيا وأستونيا، فإن الحدود التي تم اقتراحها بالنسبة لهم كانت مشابهة جداً للحدود التي انتهت بها هذه البلدان بعد عام 1991م؛ في الواقع، اقترحت اللجنة أن تُمنح القرم إلى أوكرانيا.
فيما يتعلق بفنلندا، أعربت اللجنة عن دعمها لفنلندا المستقلّة، وأعربت أيضاً عن رغبتها في نقل جزر آلاند من فنلندا إلى السويد (وهو أمر لم يتم إنجازه في النهاية). أما بالنسبة لبولندا، فقد أوصي بإنشاء بولندا مستقلّة عن جميع المناطق البولنديّة التي يتوجد نزاع عليها. كما يجب على بولندا وليتوانيا الاتّحاد. وأعطت لجنة التحقيق لبولندا الخيار في ضم غاليسيا الشرقية والأراضي ذات الغالبية البيلاروسية إلى شمالها.
وفي القوقاز، اقترحت اللجنة إعطاء أرمينيا استقلالها، بالإضافة إلى إعطاء كل من جورجيا وأذربيجان الاستقلال المؤقّت. وتم مناقشة فكرة الاتّحاد المستقبلي بين أرمينيا وجورجيا وأذربيجان.

### تشيكوسلوفاكيا ورومانيا ويوغوسلافيا وإيطاليا
تم اقتراح إنشاء تشيكوسلوفاكيا من المناطق ذات الأغلبيّة التشيكيّة والأغلبيّة السلوفاكيّة في النمسا- المجر. بالإضافة إلى ذلك، تم اقتراح أن تشمل تشيكوسلوفاكيا كل من سوديتلاند وكذلك روثينيا الصربيّة بالإضافة إلى أكثر من 500.000 مجريّ من جنوب سلوفاكيا.
أمّا بالنسبة لرومانيا، فقد نصحت اللجنة بالسماح لها بضمّ كل من بيسارابيا والجزء الرومانيّ من بوكوفينا، وكل من ترانسيلفينيا والمناطق ذات الأغلبيّة الرومانيّة في المجر، ونحو ثلثي البانات. بالإضافة إلى ذلك، اقترحت اللجنة، أن تتنازل رومانيا عن جنوب دوبروجا إلى بلغاريا (وحدث هذا الأمر في عام 1940م). وفي الوقت نفسه، تم اقتراح إنشاء دولةٍ يوغوسلافية متحدة مستقلّةٍ عن صربيا ومونيتنيغري والأراضي الصربية والكرواتيّة والسلوفينيّة في النمسا- المجر.
تم اقتراح أن تضم إيطاليا إستريا، بدون التعدّي على فيوميا –على الرغم من أغلبيّتها الإيطاليّة- وذلك بسبب أهميّتها ليوغوسلافيا. كما نصحت اللجنة ضرورة إنهاء إيطاليا لاحتلالها لرودس وجزر دوديكانيز، وإعطائها لليونان وفقاً لرغبات سكان هذه الجزر. كما أوصت اللجنة أن «ليبيا الإيطاليّة» يجب أن تُعطى بيئة داخليّة كافية للوصول إلى السودان وإقامة علاقاتٍ تجاريّةٍ معها.

### ألمانيا والنمسا والمجر
أوصت اللجنة بإنشاء النمسا الألمانيّة (التي سميت لاحقاً جمهوريّة النمسا) كدولةٍ مستقلّةٍ، ومنحها منفذاً للتجارة في ترييستي أو فيوم أو كلتا المدينتين. في الوقت نفسه، تم اقتراح أن تمنح المجر استقلاليّة بحدود تشبه إلى حد كبير الحدود التي انتهى أمرها بها في نهاية المطاف بعد الانضمام إلى معاهدة تريانون، كما اشتُرط أن تُمنح منفذاً للتجارة في ترييستي أو فيومي، وكذلك «حقوق غير مقيّدة» للتجارة حول نهر الدانوب السفلي. أما بالنسبة للأغلبيّة الألمانيّة في بورغنلاند، فقد نُصح بإبقائهم تابعين للمجر.

### ألبانيا والقسطنطينية والمضيق والشرق الأوسط
لم تُقدّم أي توصياتٍ محدّدة لألبانيا بسبب الطبيعة المعقّدة للغاية للوضع هناك.
أما بالنسبة للقسطنطينية، فقد تم اقتراح إنشاء دولة هناك، وأن يصبح البوسفور وبحر مرمرة والدردنيل مفتوحين بشكلٍ دائمٍ للسفن التجاريّة من جميع الدّول، ويجب وضع ضمانات دوليّةٍ لدعم هذا الأمر. في هذه الأثناء، فيما يتعلّق بالأناضول، فقد نُصح بإنشاء دولة تركيّة أناضوليّة مستقلّة بموجب تفويض عصبة الأمم المتحدة، مع تحديد السلطة العظمى المسؤولة عن هذه الولاية في وقت لاحق.
كما اقترحت اللجنة، أنّه يجب إنشاء دولتين مستقلتين في بلاد ما بين النهرين وسورية بموجب ولاية عصبة الأمم، مع اعتبار الدول الكبرى مسؤولةً عن هذه الولايات. الدولة السورية المقترحة ستتألف من أراضٍ هي اليوم جزء من لبنان وشمال الأردن وغرب سوريا. في هذه الأثناء ستكون الدولة المقترحة في بلاد ما بين النهرين من مناطق هي اليوم جزءٌ من العراق وشمال شرق سوريا.
أما بالنسبة لفلسطين، فقد نُصح بأن يتم إنشاء دولةٍ فلسطينيّةٍ مستقلّةٍ بموجب ولاية عصبة الأمم. وسيتم السّماح بالتسوية اليهوديّة وتشجيعها في هذه الولاية وستكون الأماكن المقدّسة في فلسطين تحت سيطرة الأمم المتحدة.
فيما يتعلّق بالجزيرة العربيّة، اقتُرح ألا يعطى ملك الحجاز المساعدة لفرض حكمه على القبائل العربيّة.